# Cantonul Tinchebray
Cantonul Tinchebray este un canton din arondismentul Argentan, departamentul Orne, regiunea Basse-Normandie, Franța.

## Comune
- Beauchêne
- Chanu
- Clairefougère
- Frênes
- Larchamp
- Le Ménil-Ciboult
- Moncy
- Montsecret
- Saint-Christophe-de-Chaulieu
- Saint-Cornier-des-Landes
- Saint-Jean-des-Bois
- Saint-Pierre-d'Entremont
- Saint-Quentin-les-Chardonnets
- Tinchebray (reședință)
- Yvrandes